# What Just Happened (película de 2018)
What Just Happened es una película de comedia nigeriana de 2018 dirigida por Charles Uwagbai. Está protagonizada por Ufuoma McDermott, Afeez Oyetoro, Segun Arinze, Toyin Abraham, Mike Ezuruonye, Mc Abbey y Funny Bone. Fue escrita y producida por Ufuoma McDermott y se rodó principalmente en el estado de Lagos y Los Ángeles.

## Sinopsis
Oghogho (Ufuoma McDermott) es profesora en EE. UU, pero decide regresar a Nigeria y ocupar un puesto de profesora visitante en la Universidad de Ibadán, estado de Oyo, pues está cansada de estar soltera en ese país.
Toda la película es una historia dentro de una historia, ya que la profesora Oghogho relata todo como un testimonio en la iglesia.

## Elenco
- Ufuoma McDermott
- Omoni Oboli
- Toyin Abraham
- Mike Ezuruonye
- Mc Abbey
- Jude Orhorha
- Stanley Funnybone Chibunna
- Hafiz Oyetoro
- Segun Arinze

## Producción y lanzamiento
Secuela del exitoso debut Christmas is Coming en 2017, se estrenó en los cines de Nigeria el 14 de septiembre de 2018. El rodaje había comenzado en junio de 2015 en Lagos y Los Ángeles, mientras Ufuoma estaba embarazada. Después del nacimiento de su hijo el 8 de agosto de 2015, la producción continuó en 2016 y la postproducción concluyó a mediados de 2018.